# Rise of the Black Bat
Rise of the Black Bat ist ein 2012 direkt auf DVD veröffentlichter Actionfilm. Der Film basiert auf einer Pulp-Magazin-Figur mit dem Namen Black Bat, die zur gleichen Zeit wie Batman erfunden wurde. Es ist ein Mockbuster auf The Dark Knight Rises.

## Handlung
Rise of the Black Bat spielt in einer von Kriminalität und Korruption beherrschten Großstadt, in der der aufrechte Bezirksstaatsanwalt Tony Quinn verzweifelt versucht, das organisierte Verbrechen zu bekämpfen. Quinn ist insbesondere auf den mächtigen Gangsterboss Oliver Snate fokussiert, der mit seinen Machenschaften die Stadt fest im Griff hat. Als Quinn kurz davorsteht, Snate vor Gericht zu bringen, wird er Opfer eines brutalen Anschlags: Ein Handlanger des Verbrechers verätzt ihm mit Säure die Augen, sodass Quinn vollständig erblindet.
Trotz dieses Schicksalsschlags gibt Tony Quinn nicht auf. Mit Unterstützung seines loyalen Freundes Silk Kirby und der engagierten Carol Baldwin, Tochter eines von Snate ermordeten Polizisten, begibt er sich auf eine riskante medizinische Behandlung. Diese führt ihn in den sogenannten „Orient“, wo ihm durch eine experimentelle Operation nicht nur das Augenlicht zurückgegeben wird – er erhält darüber hinaus die Fähigkeit, im Dunkeln zu sehen wie eine Fledermaus. Allerdings ist er fortan tagsüber so gut wie blind, während er nachts übermenschlich gut sehen kann.
Mit seinen neuen Kräften und getrieben von dem Wunsch nach Gerechtigkeit nimmt Quinn die Identität des maskierten Rächers „Black Bat“ an. Ausgestattet mit schwarzer Kleidung, einer Maske und einer Pistole, beginnt er, als Vigilant gegen das Verbrechen vorzugehen. Er nutzt die Schatten der Nacht, um die Unterwelt zu bekämpfen, und schreckt dabei auch vor Gewalt nicht zurück – ein deutlicher Unterschied zu anderen Superheldenfiguren.
Im Verlauf des Films infiltriert der Black Bat die kriminellen Strukturen von Snate, deckt Korruption innerhalb der Polizei auf und setzt alles daran, den Drahtzieher zur Strecke zu bringen. Unterstützt wird er dabei von Silk Kirby, der ihm mit seinen kriminellen Fähigkeiten zur Seite steht, und Carol Baldwin, die als Informantin und Verbündete agiert. Immer wieder muss Quinn seine Identität als Black Bat vor den Behörden und der Öffentlichkeit geheim halten, während er gleichzeitig als scheinbar blinder Anwalt weiterarbeitet.

## Produktion und Veröffentlichung
Rise of the Black Bat wurde von Dudez Productions produziert. Regie führte Brett Kelly, der auch Produzent war, unter dem Pseudonym Scott Patrick. Das Drehbuch schrieb Trevor Payer. Für die Kameraführung, Kostüm und Ausstattung war Chad Nigeringston verantwortlich. Die Hauptrolle übernahm Jody Haucke.
Der Film kam als Direct-to-Video am 1. April 2012 in einer Limited Edition und dann erneut am 6. Dezember 2012 auf DVD heraus. Der deutsche Herausgeber des Films war Sunfilm GmbH. Die deutsche Synchronfassung entstand bei DMT Digital Media Technologie in Hamburg. Dan Demarbre erhielt seine Stimme von Martin Sabel.

## Rezeption
Der Filmdienst bezeichnet als zunächst unfreiwillig komischen, dann nur noch unendlich ermüdenden Batman-Abklatsch. Der Film erhielt auf IMDb eine Publikumsbewertung von 1,2 von 10 möglichen Punkten.